# Miško Kranjec

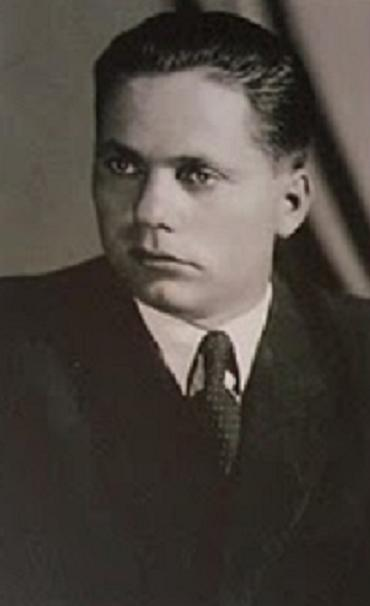
Miško Kranjec (Fotografie, zwischen 1930 und 1940)

Miško Kranjec (* 15. September 1908 in Velika Polana, Königreich Ungarn; † 8. Juni 1983 in Ljubljana, SFR Jugoslawien) war ein slowenischsprachiger Schriftsteller.

## Leben
Kranjec stammte aus dem Übermurgebiet (Prekmurje), als es noch zu Ungarn gehörte, und war von seinen Eltern für den Priesterberuf vorgesehen. Er studierte aber in Ljubljana Slawistik, schloss dieses Studium jedoch nicht ab. In den 1930er Jahren gehörte er der Redaktion der kommunistischen Parteizeitung Ljudska pravica an und war auch als Funktionär politisch tätig. Während des Zweiten Weltkrieges war er im Widerstand aktiv und gehörte den Partisanen an. Nach dem Krieg war Kranjec Abgeordneter der Bundesversammlung Jugoslawiens und hatte verschiedene kulturpolitische Funktionen im Tito-Staat inne.

## Werke
Kranjec gilt als Erzähler der sich nach ersten Versuchen in der slowenischen katholischen Literatur Fuß zu fassen, dem Sozialistischen Realismus zuwandte. In diesem Sinne war er als betont politischer Autor sehr produktiv. Er verfasste eine große Zahl von Romanen und Erzählungen, aber auch autobiographische Werke, die alle um politische und aktuelle Probleme, wie Krieg, Widerstand und Revolution kreisen. Er gilt als bedeutendster Vertreter seiner Heimatregion Prekmurje innerhalb der slowenischen Literatur.
Die wenigen Übersetzungen ins Deutsche stammen von dem österreichischen Schriftsteller Josef Friedrich Perkonig.
| - Težaki. 1932 - Življenje. 1932 - Predmestje. Roman. 1932 - Sreča na vasi. 1933 - Pesem ceste. 1934 - Os živlenja. Roman. 1935 - Tri novele, 1935 - Satire, 1935 - Zalesje se prebuja, Roman 1936 - Južni vetrovi, 1937 - Prostor na soncu, Roman 1937 - Kapitanovi, Roman 1938 - Do zadnjih meja, Roman 1940 - Povest o dobrih ljudeh, 1940 - Tihožitja in pejsaži, 1945 - Pesem gora, Roman 1946 - Fara svetaga Ivana, Roman 1947 - Majhne so te stvari, 1947 - Pomlad, 1947 - Samotni otok, 1947 - Pot do zločina, Drama 1948 - Pisarna, Roman 1949 - Pod zvezdo, Roman 1950 - Imel sem jih rad, 1953 - Herr auf eigenem Grund, dt. 1953 - Sprung in die Welt, dt. 1953 | - Nekaj bi vam rad povedal, 1954 - Nekoč bo lepše, 1954 - Zgubljena vera, 1954 - Čarni nasmeh, 1956 - Zemlja se z nami premika, Roman 1956 - Macesni nad dolino, 1957 - Mesec je doma na Bladovici, 1958 - Nad hišo se več ne kadi, Roman 1963 - Rdeči gardist I, Roman 1964 - Ukradena ljubezen, 1965 - Rdeči gardist II, 1965 - Zlata kočija, 1967 - Rdeči gardist III, 1967 - Na cesti prvega reda, 1967 - Svetlikanje jutra, autobiographischer Roman 1968 - Lepa Vida Prekmurska, 1972 - Der alte Apfelbaum, dt. 1972 - Strici so mi povedali, Roman 1974 - Anketni listi malega človeka, 1974 - Čarni nasmeh - Pot med blažene, 1978 - Oče in sin. Roman. 1978 |